# Zatoka Davisa
Zatoka Davisa (ang. Davis Bay) – zatoka Oceanu Południowego, położona wzdłuż wybrzeży Ziemi Wilkesa, pomiędzy przylądkiem Cape Cesney i wyspą Lewis Island. Ma około 22 km szerokości i 13 km długości. Została odkryta w styczniu 1912 roku przez ekspedycję statku SY „Aurora” i nazwana przez Douglasa Mawsona na cześć Johna Kinga Davisa, kapitana statku i zastępcy dowódcy ekspedycji. 